# ۱۰۹ ماهی
۱۰۹ ماهی یک ستاره است که در صورت فلکی ماهی قرار دارد.